# Marbre de Kosseir
 (décembre 2012).
Améliorez-le ou discutez des points à vérifier. 

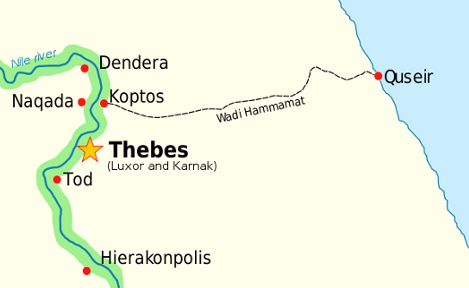
Qift, ancienne Coptos, était le début d'une route allant de Quseir jusqu'à la côte de la mer Rouge

Le marbre de Kosseir ou brèche de marbre verte de Kosseir était exploité par les anciens Égyptiens et les Romains dans l'Antiquité.
La géologie de la vallée de Kosseir (Al-Qusair) est connue à travers les descriptions des voyageurs. Les minéralogistes de la campagne d'Égypte de Bonaparte découvrirent, non loin de la vallée de Kosseir, à Qené, une brèche utilisée autrefois par les anciens Égyptiens, une ophicalce appelée alors au XIXe siècle, brèche universelle. En plus du marbre blanc, rouge ou vert, et le granit, on trouve dans cette vallée beaucoup d'autres minéraux, comme la « pierre de bâram » ou pierre ollaire. On la retrouve dans de petites sculptures ainsi que dans les assiettes et les vases qui ont été travaillés sur le tour. La vallée de l’Ouadi Hammamat a été exploitée sans interruption pour ses mines d'or, de granit et de grauwacke, appelé « Pierre de Bekhen », de l’Ancien Empire à l’époque romaine.

## Un axe commercial
Qift, l'ancienne Coptos, était le début d'une route allant jusqu'à Al-Qusair sur la côte de la mer Rouge. À Quseir al-Qadim (vieux Quseir), à 8 km au nord de Kosseir, se trouvait le port de Myos Hormos, attesté par Pline l'Ancien, Strabon et d'autres auteurs anciens.
Quatre routes principales commençant par Qena (Coptos) sur le Nil et allant à travers désert, collines et montagnes aboutissaient à quatre ports de la mer Rouge : Myos Hormos, Philoteras, Leukos Quşayr et Bérénice : sur ce territoire s'étendait tout un réseau de routes et de voies, et il y avait dans cette région une activité minière et commerciale importante. À Ouadi Hammamat, situé sur cette route allant de Qena (Keneh) à Kosseir, les montagnes sont de granit et de porphyre, blanc tacheté de vert et de rouge avec des veines vertes et des taches noires puis de marbre rouge (à droite et du côté de la mer Rouge), de marbre vert serpentin (à gauche) de couleur verte vive, et traversée par des veines blanches, la pierre de Barâm... On extrayait à Ouadi Hammamat, la pierre de Bekhen. On extrayait un conglomérat de cailloux de couleur  verdâtre formée d'épidote et de chlorite) nommée hexacontalithos (soixante pierres), brèche verte antica, pierre très décorative appelée aussi vert antique, ou vert d'Égypte et utilisée comme du marbre par les Égyptiens et les Romains. À Gebel Rocka (Ouadi Mia) se trouve une carrière de marbre blanc. À Kosseir, on trouvait surtout, des émeraudes et au nord de Kosseir, de l'or.
Les marbres étaient charriés en grande quantité vers le Nil depuis les montagnes de Kosseir. Ce marbre de couleur rouge ou verte est d'une très bonne qualité.

## Les récits des voyageurs

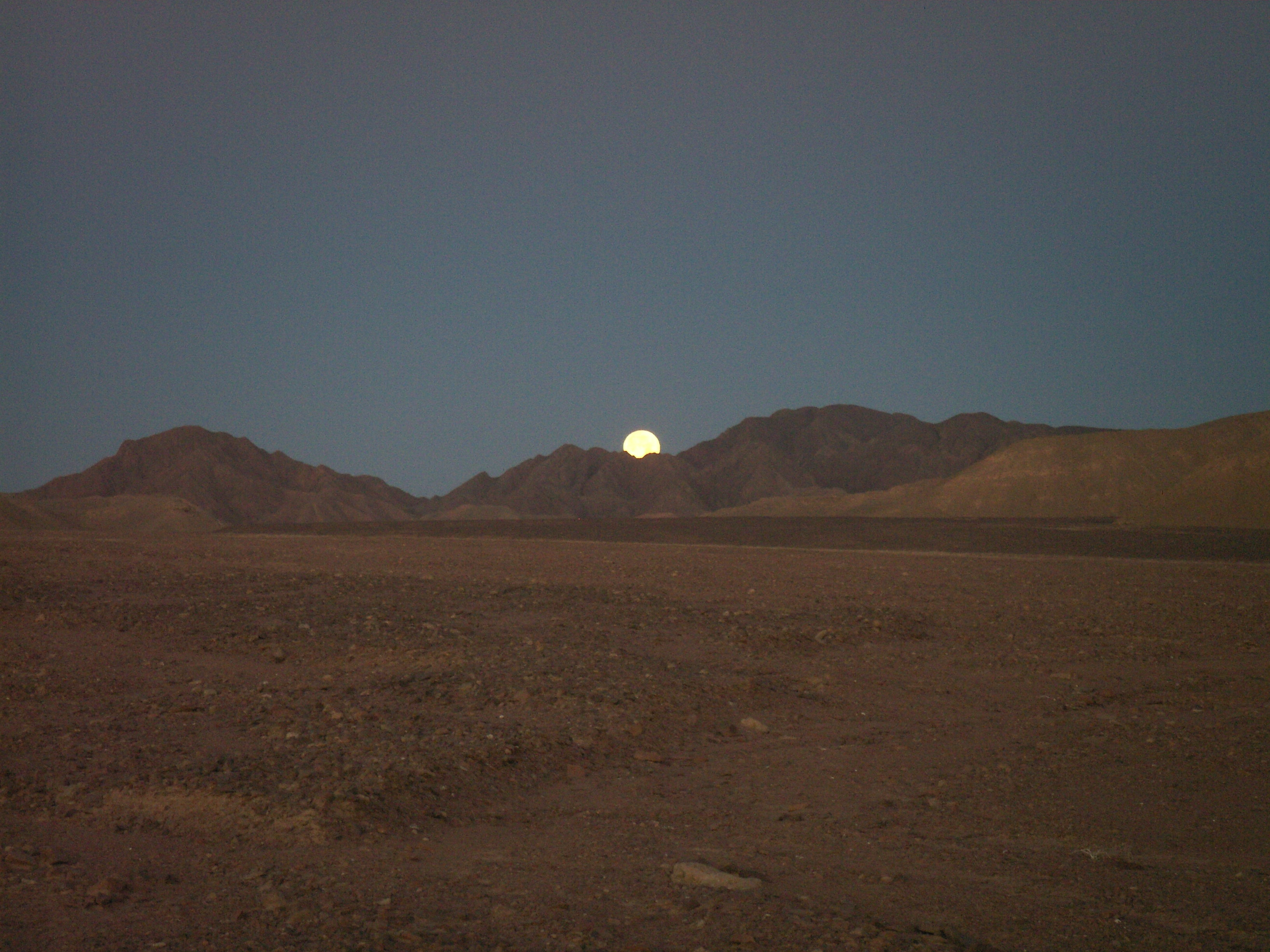
Montagnes vers Kosseir

- L'explorateur et géographe anglais James Bruce  fait savoir, vers 1770, qu'on trouve du marbre vert antique dans la vallée de Kosseir, en fait de la breccia verde, une ophicalcite verte :

« À Hamra on trouve des montagnes de porphyre et les carrières commencent, dans la latitude de presque vingt-quatre degrés, continuant le long de la côte de la mer Rouge, à environ 22° 30', ils sont suivis par des montagnes de marbre et par d'autres d'albâtre et en dernier de   montagnes basaltiques ; certaines des montagnes semblant être composé entièrement de marbre rouge et d'autres de marbre vert. Et près de Cosseir se trouvaient les carrières d'où les anciens ont dans l'Antiquité obtenu des quantités immenses de marbre avec lequel ils ont construit de merveilleuses œuvres »

— James Bruce, Travels to discover the source of the Nile: in the years 1768, 1769, 1770
- Au XIXe siècle, l'expédition d'Égypte de Bonaparte fait connaître al-Qusair. Clément de la Jonquière dans L'expédition d'Égypte décrit longuement l'« expédition de Kosseir », la route de Keneh (Quena) à Kosseir (al-Qusair), le village et les environs, mais sans faire allusion à la pierre de Bâram d'al-Qusair sinon par une légère allusion : « on ne trouve à Kosseir que de la pierre  ...»[6]. Panckoucke publie ensuite une Description de l'Égypte ou Recueil des observations et des recherches qui ont été faites pendant l'expédition de l'Armée française, où se trouve une description minéralogique détaillée de Al-Qusair/Kosseir (orthographié Qoçeir) dans la partie « minéralogie » (tome 20 et tomes 27 et 28). François Michel de Rozière n'appelle pas la breccia verde marbre antique mais poudingue.

- John Petherick voyage en 1846 de « Keneh à Kosseir »[7].

- Gustave Flaubert fait un voyage à Kosseir, durant son séjour en Égypte, qu'il relate dans Voyage en Orient.

- Conrad Malte-Brun, fait une belle description des montagnes de Kosseir :

«  Du côté des fontaines d'El-Aouch-Lambageh domine une chaîne de montagnes schisteuses qui présente dans sa composition du pétrosilex et des roches stéaliteuses ; mais à trois lieues de Cosseir, les montagnes changent subitement ; une grande partie sont gypseuses ou calcaires, disposées par couches presque toujours dirigées du nord au sud : on y trouve les débris fossiles de l'ostrea diluviana. Parmi ces montagnes de nouvelle formation, on trouve des schistes, des porphyres peu caractérisés, des grains de feldspath. Le sol de la vallée, couvert d'immenses fragments de roches, offre des variétés sans nombre ; tantôt ce sont des serpentines, des roches composées où domine l'actinote, des schistes, des gneiss, des porphyres, des granités, tantôt c'est une espèce particulière de stéatite qui renferme des nœuds de spath schisteux ; enfin il se présente une substance nouvelle et particulière en minéralogie, qui se trouve encore dans divers points du désert du mont Sinaï, et qui ressemble au thallites ou schorl vert du Dauphiné. On ne la trouve pas seule, mais elle fait partie des granités, des porphyres et des roches. Du côté de la vallée de Suez, les montagnes sont calcaires, et en plusieurs endroits composées de coquilles agglutinées. »
— Conrad Malte-Brun

## Lapierre de Barâm
Les anciens Égyptiens et Romains ont exploité la serpentine qui se trouve près de la route de  Qena à al-Qusair, et lui donnaient de nom de pierre de Baram (pierre ollaire = stéatite). On en faisait des vases et des pots venus par les arabes de la tribu d'A'babdey de Redesyeh, ou on la réduisait en poudre pour en faire des vases plus fin, en la mélangeant à de l'argile de Syène. On rencontre dans les ruines de l'Égypte de petites sculptures en serpentine, ainsi que des assiettes et des vases qui ont été travaillés sur le tour. Il y a plusieurs de ces objets dans le département égyptien du musée du Louvre ; ceux qui ont été tournés sont formés par une serpentine passant à la pierre ollaire.
Pierre de Barâm signifierait en arabe « serpentine ollaire » : ce ne serait pas un nom de lieu (montagnes de Baram).
Jean-Baptiste de Montmignon en voit précisément à Quous : 

« Quous, à une lieue de Nequadé ... C'est en cette ville que je vis une grande quantité de vaisseaux et d'ustensiles de cuisine de toutes façons, faits de pierre de baram : chaudrons, marmites, casseroles, plats. Cette pierre, que les Coptes appellent baram, est en effet, une espèce de pierre tendre, qui se durcit au feu et qui lui résiste. Les riches, comme les pauvres, s'en servent dans leurs ménages ; car l'usage en est très commode, et le service très propre.
Enfin, la pierre de Baram des Égyptiens est une serpentine ollaire très employée pour fabriquer des ustensiles de cuisine et autres objets d'utilité. On s'en sert aussi pour frotter les vases d'argile qu'on veut rendre moins perméables  à l'eau, en établissant, par ce moyen, un enduit onctueux à leur surface. »

Les anciens Égyptiens ont beaucoup travaillé cette pierre et la serpentine commune ; il nous reste beaucoup de leurs tots, pierres couvertes de hiéroglyphes et de signes disposés par colonnes sur un côté, et de l'autre avec des figures en relief, représentant les divinités égyptiennes et des attributs du Nil. Jacques Eustache de Sève)
« La serpentine ollaire tient le milieu entre le talc compact, la stéatite et la chlorite. M. Hauy les réunit toutes dans son espèce talc. Linné les réunissait aussi à ses talcs, qui constituaient une espèce artificielle où toutes les serpentines se trouvoient placées. »
Mais de Sève ne peut classer cette roche ; on la classait avec les stéatites. Il s'agit en fait d'une ophicalcite, classée ainsi par Brongniart.

## Labrèche verted'Égypte

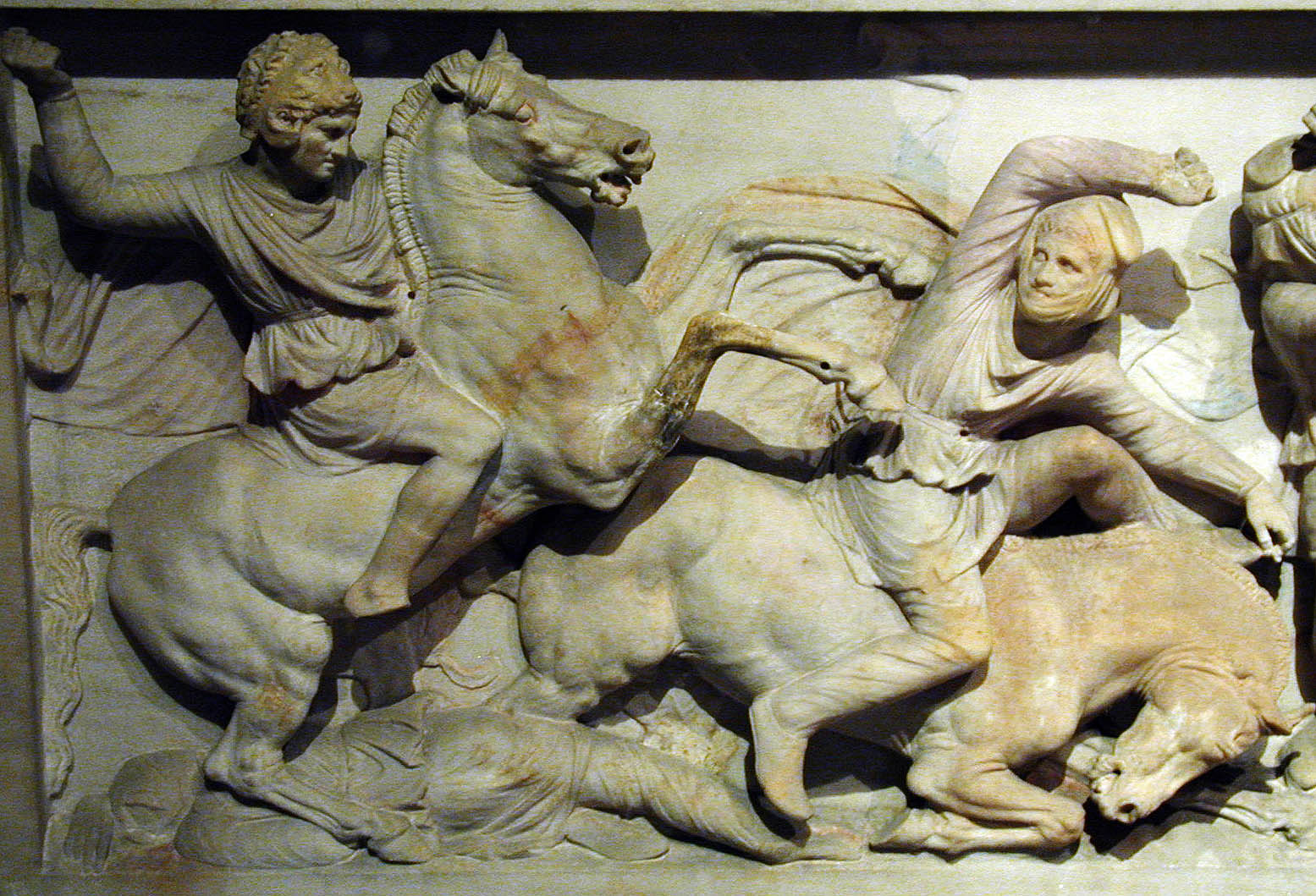
Sarcophage dit d'Alexandre, musée d'Istanbul

La brèche universelle, ou brèche verte d'Égypte, Breccia verde d'Egitto, brèche de Cosseyr, Lapis hecatontalithos (« Cent pierres ») ou hexecontalithos (« Soixante pierres »), marbre serpentineux (poudingue vert foncé sans noyau de porphyre ou de granit) est une ophicalcite.
Cette pierre fut exploitée par les Égyptiens et par les Romains. On trouve dans les carrières de Ouadi Hammamat des sarcophages, de nombreuses inscriptions hiéroglyphiques, ou grecques et le nom de l'empereur Adrien revient souvent.
Champollion nous apprend dans Égypte ancienne que « Un millier de cabanes et un nombre prodigieux d'inscriptions attestent l'antiquité de ces exploitations dans le désert ; car elles remontent au temps d'Osortasen I et Osortasen III, d'Amun-m-Gori I et Amun-m-Gori II de Thoutmôsis III, d'Osirei[Lequel ?] et d'Osirei II, de Sabaco et de plusieurs anciens rois inconnus. Il existait dans cette direction une route commerciale, munie de huit citernes ou hydreumas. D'autres inscriptions attestent que ces carrières furent exploitées avec la même activité sous les Ptolémées et sous les empereurs romains ». Cette vallée est ici  appelée Wadi Fawākhīr (Foäkheer, El Foakher, cf. Ouadi el- Faouakhir, Bi’r Umm Fawākhīr) en raison du nombre de Fokheer (poteries) qui s'y trouvent. 
On y trouve des ex-votos, nombre de hiéroglyphes, et sur l'un d'eux l'écrivain dit être natif d'Alabastron. Amon-Rê est décrit comme « Seigneur des régions du monde » et Neph (ou Kneph) est appelé « le Seigneur du pays étranger de l'Éléphant » (île Éléphantine). Khem ou Pan est la divinité du lieu et gardien des routes ; Sarapis fut introduit à l'époque gréco-romaine, comme dieu principal des temples des déserts égyptiens. La triade de divinités de cette vallée était Kem, Horus et Isis, la mère de ces divinités. On pense que les ouvriers de ces carrières cherchaient aussi de l'or. La plus ancienne carte géologique qui nous soit parvenue est le papyrus minier de Turin, du XIIe siècle avant notre ère, qui décrit les mines d’or de Faouakhir, à côté de l’Ouadi Hammamat.  
Le marbre vert est vendu aujourd'hui sous le nom de  Brescia Fawakhir.

### L'exposition universelle
Pour l'exposition universelle de 1855, le vice-roi d'Égypte envoie des blocs de la brèche universelle, nommée en Italie breccia verde d'Egitti (brèche verte d'Égypte). La brèche universelle tire son nom d'une quantité de fragments roulés, appartenant à des roches diverses : granits, porphyres, pétrosilex, etc. Des fragments de pierre arrondis, d'une couleur rose, grise, verdâtre, noire, et d'une grande dureté sont enveloppés dans une pâte de pétrosilex verdâtre qui n'est pas moins dure : c'est un poudingue. Les montagnes de poudingue quartzeux, dans lesquelles se trouve le gisement de la brèche universelle, succèdent au grès qui forme le corps de la chaîne arabique.
« Les carrières dans lesquelles on exploitait la brèche universelle furent découvertes par les minéralogistes de l'expédition d'Égypte, à quelques kilomètres à l'est de Qené, dans la chaîne arabique, non loin de la vallée de Kosseir et du chemin allant du Nil à la mer Rouge. Les Égyptiens en ont extrait des blocs de grandes dimensions, tels que le sarcophage antique, dit d'Alexandre. Les Romains importèrent d'Égypte un grand nombre de monuments de l'époque pharaonique, et ils ont aussi exploité et travaillé cette brèche. On considérait la brèche universelle d'Égypte comme une des matières les plus dures, les plus riches en couleurs et les plus belles qui soient : le musée du Louvre renferme plusieurs objets qui sont en brèche universelle d'Égypte : des vases, des colonnes et une statue de prisonnier barbare. Ces objets datent de l'époque romaine. »
« La variété de la brèche universelle qui paraît avoir surtout été recherchée par les anciens est celle qui a une couleur verte. Elle est essentiellement formée de fragments des pétrosilex et de schiste argileux Elle ne contient que rarement des cailloux de granité qui sont d'une dureté plus grande que le reste de la roche et qui rendent par suite son travail difficile. »
La brèche universelle en tant que minéral, n'est pas une roche qui se trouve aussi dans le Sinaï. Les marbriers romains lui donnèrent le nom de Breccia verde. On appelait aussi de ce nom, Vert d'Égypte  ou vert antique, des marbres venant des Pyrénées ou des côtes de Gênes.
Philon d'Alexandrie citerait la brèche verte ( Ο Ωοικιλος και διαχλοροσ) comme un des sept matériaux précieux utilisés pour construire les pyramides tels que le marbre blanc, le basalte noir, l'hématite.